# Tetramesa comatae
Tetramesa comatae är en stekelart som först beskrevs av Phillips 1936.  Tetramesa comatae ingår i släktet Tetramesa och familjen kragglanssteklar. Inga underarter finns listade i Catalogue of Life.